# Xylopezia
Xylopezia es un género de hongos de la clase Dothideomycetes. La relación de este taxón con otros taxones dentro de la clase es desconocida (incertae sedis). Además la ubicación de este género dentro de la familia Dothideideidecetes es incierto.